# Eva Zaoralová

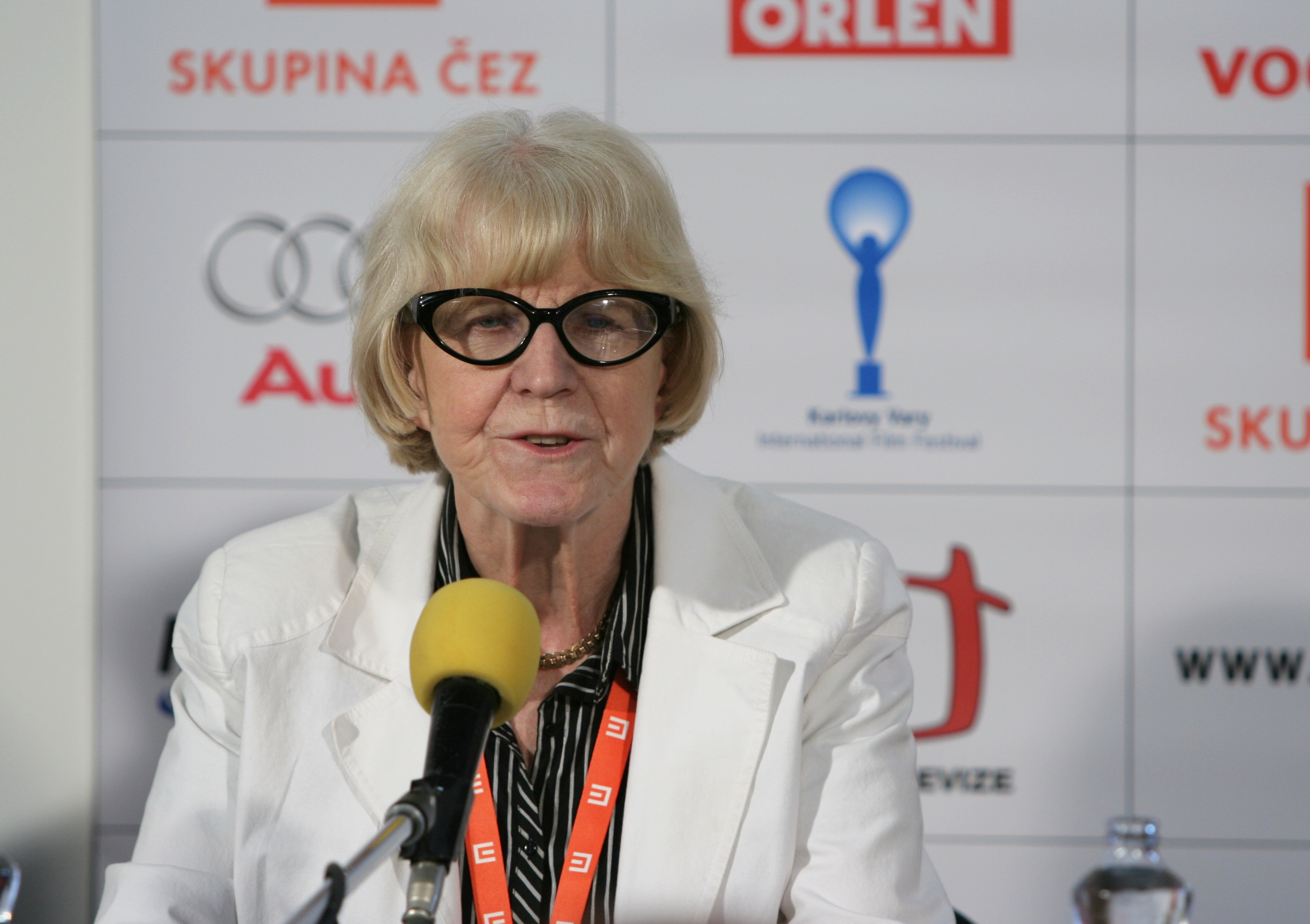
Eva Zaoralová beim 42. Filmfestival in Karlovy Vary, 2007

Eva Zaoralová (* 28. November 1932 in Prag; † 10. März 2022) war eine tschechische Filmkritikerin.

## Leben
Zaoralová war Herausgeberin des Film-Magazins Film a Doba (Film und Zeit) und Dozentin für Filmgeschichte an der Film- und Fernsehfakultät der Akademie der Musischen Künste in Prag (Akademie múzických umění). Bei etlichen Filmfestivals (Venedig, Berlin, Cannes, Mannheim, Wiesbaden, Antalya, Bitola) wurde sie in die jeweilige Festivaljury berufen. Zudem arbeitete sie als Übersetzerin aus dem Französischen und Italienischen ins Tschechische.
Von 1994 bis 2010 verantwortete Zaoralová als künstlerische Direktorin das Programm des Internationalen Filmfestivals in Karlovy Vary. Ab Anfang 2011 stand sie dem größten Filmfestival der Tschechischen Republik als künstlerische Beraterin zur Verfügung.
Sie starb am 10. März 2022 im Alter von 89 Jahren.

## Auszeichnungen
- Am 28. Oktober 2010 wurde Eva Zaoralová mit der Verdienstmedaille der Tschechischen Republik (Medaile Za zásluhy) für ihre Leistungen auf dem Gebiet der Kultur ausgezeichnet.
- Sie erhielt das Offizierskreuz des französischen Ordens der Künste und der Literatur.[3]